# Nhuyễn thể học

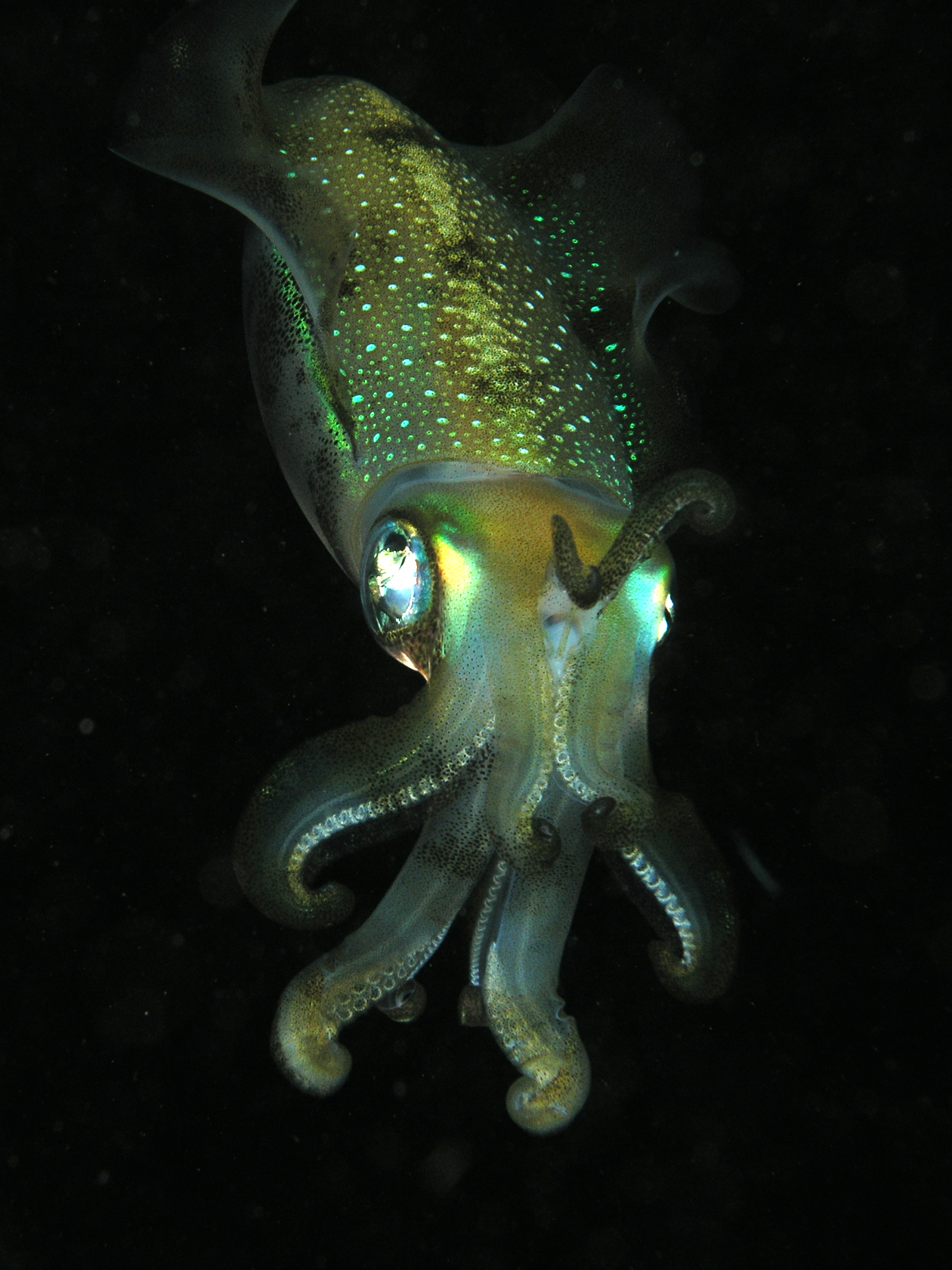
Nhuyễn thể học nghiên cứu về động vật nhuyễn thể như mực san hô, mực lá Sepioteuthis lessoniana.

Nhuyễn thể học là một nhánh của động vật học chuyên nghiên cứu về các loài thân mềm thuộc ngành động vật không xương sống. Đây là thuật ngữ dịch từ "Malacology" bắt nguồn từ tiếng Hylạp là "μαλακός" (malakos, nghĩa là thân thể mềm) và "λογία" (logia, nghĩa là môn học), theo nghĩa này thì nhuyễn thể học là bộ môn nghiên cứu về các loài thân mềm, nên cũng đã dịch là "thân mềm học".
Các loài động vật thân mềm thường gặp là ốc sên, ốc đá, ốc bươu, nghêu, sò,... có vỏ và bạch tuộc, mực,... không vỏ. Trong nhuyễn thể học có một phân môn là conchology chuyên nghiên cứu về vỏ nhuyễn thể.
Các lĩnh vực thuộc nhuyễn thể học khá rộng, bao gồm hình thái học, phân loại học, sinh thái học và tiến hóa của các loài thân mềm. Nhuyễn thể học cũng liên quan nhiều đến y học, thú y, nông nghiệp, nhất là nhiều loài thân mềm là nhân tố truyền bệnh, như trong bệnh sán máng ở người thì vectơ truyền bệnh là một loài thân mềm. Ngoài ra, khảo cổ học có ứng dụng các kiến thức của môn học này, nhất là môn nghiên cứu vỏ thân mềm (conchology) để tìm hiểu sự biến đổi của khí hậu cổ xưa, của hệ động-thực vật (biota) khu vực.

## Lược sử
Filippo Bonanni đã viết và cho xuất bản cuốn sách đầu tiên về vỏ sò, vỏ ốc biển vào năm 1681. Tựa đề của sách này là: Ricreatione dell' occhio e dela mente nell oservation' delle Chiociolle, proposta a' curiosi delle opere della natura, &c (Giải trí khi quan sát 'delle Chiocciole, cho những người ưa khám phá về tự nhiên, & c). Đây là tác phẩm đầu tiên về nhuyễn thể học.
Năm 1868, Hiệp hội Nhuyễn thể học Đức được thành lập, nghiên cứu hình thái, sinh lý và ứng dụng, phương pháp hiện trường Malacological và các phương pháp trong phòng thí nghiệm (chẳng hạn như thu thập, tài liệu và lưu trữ). Những người nghiên cứu lĩnh vực này gọi là nhà nhuyễn thể học (Malacologist). Hiện có nhiều Hiệp hội Nhuyến thể học ở các nước.

## Các hiệp hội
- American Malacological Society
- Association of Polish Malacologists (Stowarzyszenie Malakologów Polskich)
- Belgian Malacological Society (Société Belge de Malacologie) – French speaking
- Belgian Society for Conchology (Belgische Vereniging voor Conchyliologie) – Dutch speaking
- Brazilian Malacological Society (Sociedade Brasileira de Malacologia)[7]
- Conchological Society of Great Britain and Ireland
- Conchologists of America
- Dutch Malacological Society (Nederlandse Malacologische Vereniging)
- Estonian Malacological Society (Eesti Malakoloogia Ühing)
- European Quaternary Malacologists
- Freshwater Mollusk Conservation Society
- German Malacological Society (Deutsche Malakozoologische Gesellschaft)
- Hungarian Malacological Society Magyar Malakológiai Társaság
- Italian Malacological Society (Società Italiana di Malacologia)
- Malacological Society of Australasia
- Malacological Society of London
- Malacological Society of the Philippines, Inc.
- Mexican Malacological Society (Sociedad Mexicana de Malacología y Conquiliología)[8]
- Spanish Malacological Society (Sociedad Española de Malacología)
- Western Society of Malacologists

## Tạp chí Nhuyễn thể học
Hơn 150 tạp chí trong lĩnh vực này được xuất bản ở hơn 30 quốc gia, tạo ra một lượng lớn các bài báo khoa học.
- American Journal of Conchology (1865–1872)[10]
- American Malacological Bulletin[11]
- Archiv für Molluskenkunde: International Journal of Malacology[12][13]
- Basteria[14]
- Bulletin of Russian Far East Malacological Society[15]
- Fish & Shellfish Immunology[16]
- Folia conchyliologica[17]
- Folia Malacologica[18][19]
- Heldia[20]
- Johnsonia
- Journal de Conchyliologie – volumes 1850–1922[21] at Biodiversity Heritage Library; volumes 1850–1938[22] at Bibliothèque nationale de France
- Journal of Conchology[23]
- Journal of Medical and Applied Malacology[24]
- Journal of Molluscan Studies
- Malacologia
- Malacologica Bohemoslovaca[25]
- Malacological Review – volume 1 (1968) – today,[26] contents of volume 27 (1996) – volume 40 (2009)[27]
- Soosiana
- Zeitschrift für Malakozoologie (1844–1853)[28] → Malakozoologische Blätter (1854–1878)[29]
- Miscellanea Malacologica
- Mollusca[30]
- Molluscan Research[31] – impact factor: 0.606 (2007)[32]
- Mitteilungen der Deutschen Malakozoologischen Gesellschaft[33]
- Occasional Molluscan Papers (since 2008)[34]
- Occasional Papers on Mollusks (1945–1989), 5 volumes[35]
- Ruthenica[36]
- Strombus[37]
- Tentacle – The Newsletter of the Mollusc Specialist Group of the Species Survival Commission of the International Union for Conservation of Nature.[38]
- The Conchologist (1891–1894)[39] → The Journal of Malacology (1894–1905)[40]
- The Festivus – a peer-reviewed journal which started as a club newsletter in 1970, published by the San Diego Shell Club.[41]
- The Nautilus – since 1886 published by Bailey-Matthews Shell Museum. First two volumes were published under name The Conchologists' Exchange. Impact factor: 0.500 (2009)[42]
- The Veliger[43] – impact factor: 0.606 (2003)[44]
- 貝類学雑誌 Venus (Japanese Journal of Malacology)[45]
- Vita Malacologica a Dutch journal published in English – one themed issue a year.
- Vita Marina[46] (discontinued in May 2001)

## Bảo tàng Nhuyễn thể học

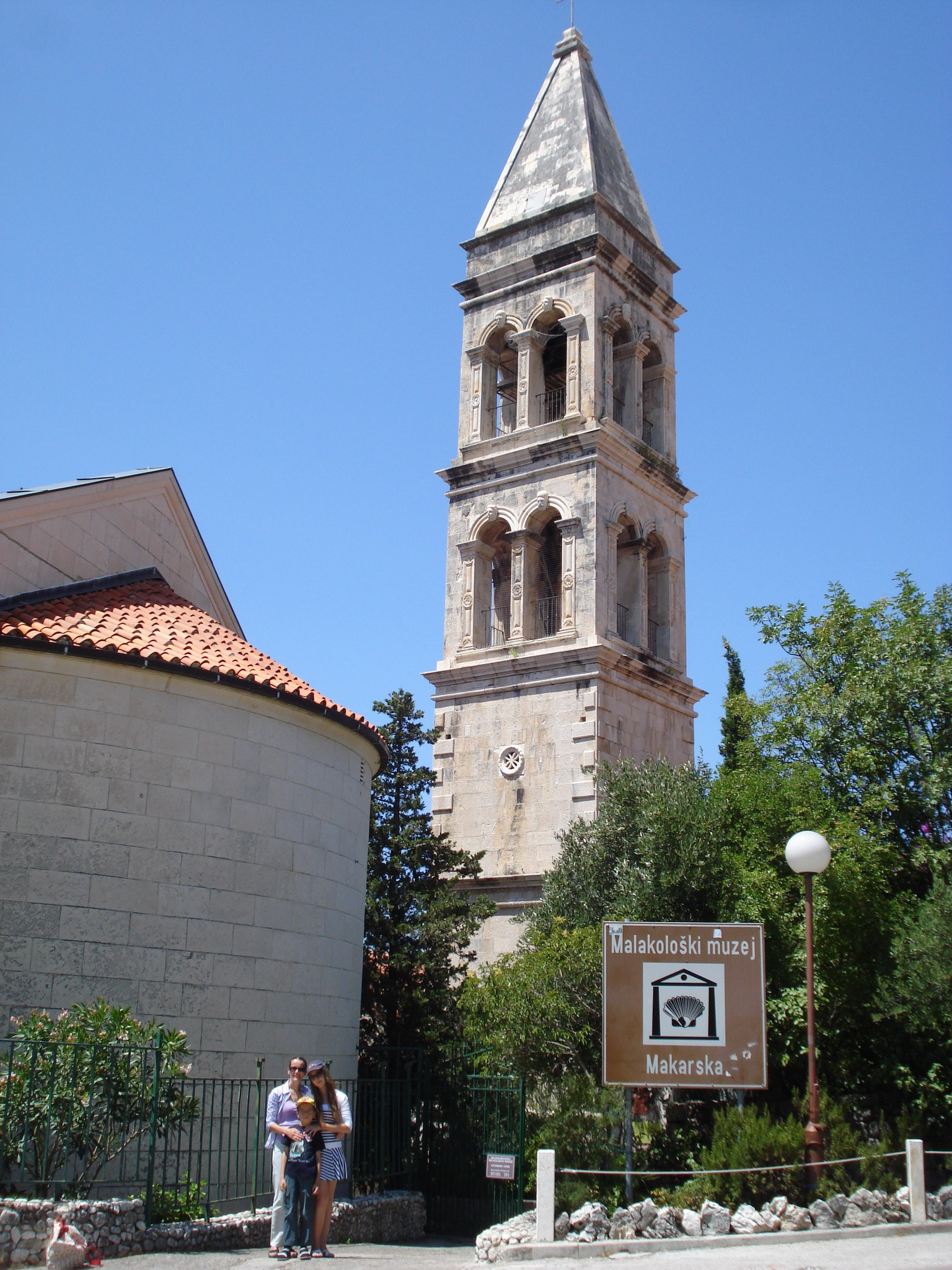
Bảo tàng Nhuyễn thể học ở Makarska, Croatia.

Có các viện bảo tàng trưng bày bộ sưu tập nghiên cứu Nhuyễn thể học cũng như những tiêu bản động vật thân mềm:
- Academy of Natural Sciences of Philadelphia
- American Museum of Natural History
- Bailey-Matthews Shell Museum
- Cau del Cargol Shell Museum
- Maria Mitchell Association
- Museum of Comparative Zoology (Harvard)
- Rinay
- Royal Belgian Institute of Natural Sciences (Brussels)
- Smithsonian Institution